# Eilema marwitziana
Eilema marwitziana là một loài bướm đêm thuộc phân họ Arctiinae, họ Erebidae.